# Wapen van Oosterhesselen

Wapen van Oosterhesselen

Het wapen van Oosterhesselen bestaat uit het gedeelde schild van de voormalige gemeente Oosterhesselen, het ontwerp is van Gerlof Bontekoe. De beschrijving luidt: 
"Doorsneden: I gedeeld a in keel een kruis van zilver, b in goud een adelaar van keel, II in azuur 3 aanziende ramskoppen van goud, 2 en 1. Het schild gedekt met eene gouden kroon van 3 bladeren en 2 paarlen en gehouden door 2 wilden, omkranst en omgord met loof en in de vrije hand eene knots over den schouder houdende, alles van natuurlijke kleur."

## Geschiedenis
Het kruis refereert aan het Sticht Utrecht ter herinnering dat Oosterhesselen een van de eerste christelijke steunpunten in Drenthe was. De adelaar (niet te verwarren met van Coeverden) is afkomstig van het familiewapen van het geslacht Clenke, stichters van de heerlijkheid Klenke. De kleuren werden gekozen omdat de oorspronkelijke kleuren onbekend zijn. De drie ramskoppen staan symbool voor het agrarische karakter, met name de schapenhouderij, binnen de gemeente. De drie ramskoppen symboliseren de drie dorpen in de gemeente; Oosterhesselen, Gees en Zwinderen. De schildhoudende wildemannen symboliseren de oerbewoning in de gemeente. Op 18 september 1929 werd het wapen verleend aan de gemeente. Op 1 januari 1998 werd de gemeente samengevoegd met Coevorden, er moest een nieuw wapen ontworpen worden, in het ontwerp van het Drents Heraldisch College werden het rode kruis en de wildemannen  uit het wapen van Sleen en Oosterhesselen overgenomen in het nieuwe wapen van Coevorden.